# Rhodostrophia furialis
Rhodostrophia furialis är en fjärilsart som beskrevs av Brandt 1941. Rhodostrophia furialis ingår i släktet Rhodostrophia och familjen mätare. Inga underarter finns listade.